# Hrabstwo Daniels
Hrabstwo Daniels (ang. Daniels County) – hrabstwo w stanie Montana w Stanach Zjednoczonych, przy granicy kanadyjskiej. Według szacunków United States Census Bureau w roku 2023 miało 1633 mieszkańców, w tym ponad 90% to białe społeczności nielatynoskie. Siedzibą hrabstwa jest Scobey.

## Miasta
- Flaxville
- Scobey

## Sąsiednie hrabstwa
- Hrabstwo Sheridan - wschód
- Hrabstwo Roosevelt - południe
- Hrabstwo Valley - zachód
- Gmina wiejska Old Post nr 43, Kanada - północny zachód
- Gmina wiejska Poplar Valley nr 12, Kanada - północ
- Gmina wiejska Hart Butte nr 11, Kanada - północ
- Gmina wiejska Happy Valley nr 10, Kanada - północny wschód

## Demografia
Do największych grup należą osoby pochodzenia (dane z 2022): norweskiego (26,9%), niemieckiego (19,6%), irlandzkiego (14,2%), angielskiego (9,2%), „amerykańskiego” (7%) i francuskiego (5,8%).